# Тенесарі
Тенесарі (рум. Tănăsari) — село у повіті Вранча в Румунії. Входить до складу комуни Вінтіляска.
Село розташоване на відстані 139 км на північ від Бухареста, 37 км на захід від Фокшан, 103 км на захід від Галаца, 86 км на схід від Брашова.

## Населення
За даними перепису населення 2002 року у селі проживали 185 осіб, з них 183 особи (98,9%) румунів. Рідною мовою 183 особи (98,9%) назвали румунську.